# DIRTY WORK
『DIRTY WORK』（ダーティ・ワーク）は、2008年9月26日に発売された甲斐バンドの映像作品。PV映像を収録した『PV BEST〜無法者の愛〜』も同時発売された。

## 解説
甲斐バンドの2枚組ライブ映像集。
Disc.1には、1981年の花園ラグビー場、1986年6月29日の黒澤明フィルムスタジオ（シークレット・ギグ）、1982年の日本武道館でのライヴの一部を収録した『KAI BAND HISTORY』が収録されている。
Disc.2には、2007年の品川ステラボール一夜限りプレミアムライヴ・THE ONE NIGHT STANDでのライヴ全編『LIVE AT STELLARBALL　2007.12.12 』が収録されている。

## 収録内容
Disc.1
1. 破れたハートを売り物に　（花園ラグビー場　～M.3）
2. 翼あるもの
3. ジャンキーズ・ロックン・ロール
4. キラー・ストリート　（黒澤明フィルムスタジオ　～M.19）
5. SLEEPY CITY
6. ランデヴー
7. 東京の冷たい壁にもたれて
8. ジャンキーズ・ロックン・ロール
9. 悪夢
10. HELPLESS
11. きんぽうげ
12. 青い瞳のステラ、1962年夏…
13. 港からやって来た女
14. ラヴ・マイナス・ゼロ
15. 25時の追跡
16. 漂泊者（アウトロー）
17. ポップコーンをほおばって
18. 悪いうわさ
19. 破れたハートを売り物に
20. 氷のくちびる　（1982年武道館　～M.21）
21. ブライトン・ロック

Disc.2
1. 破れたハートを売り物に
2. らせん階段
3. ランデヴー
4. ナイト・ウェイブ
5. ビューティフル・エネルギー
6. BLUE LETTER
7. 裏切りの街角
8. 安奈
9. 嵐の季節
10. 氷のくちびる
11. 翼あるもの
12. 地下室のメロディー
13. ポップコーンをほおばって
14. 漂泊者（アウトロー）
15. きんぽうげ
16. HERO（ヒーローになる時、それは今）
17. 観覧車'82
18. 100万$ナイト